# Doron Zeilberger

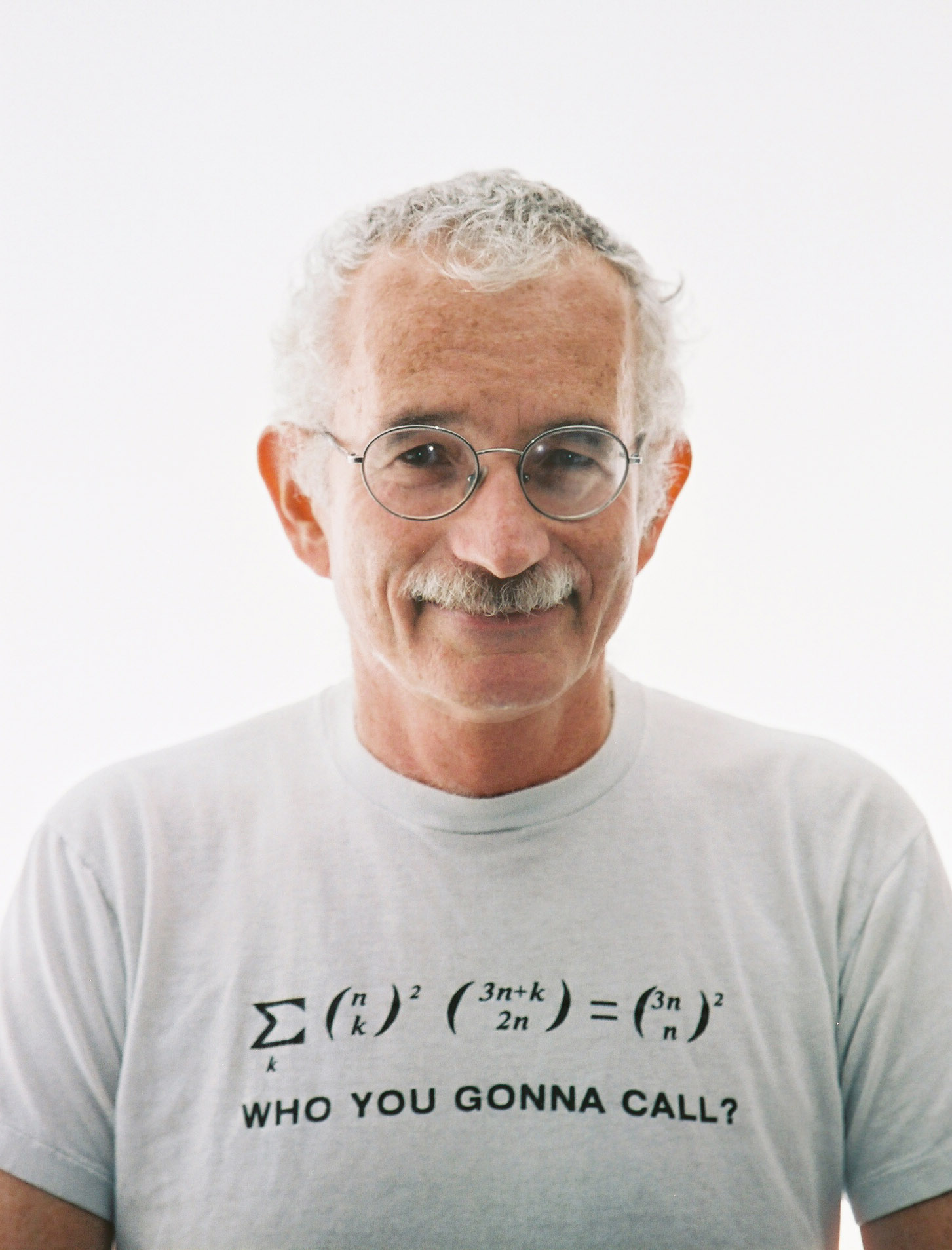
Retrato de Doron Zeilberger

Doron Zeilberger, en hebreo original דורון ציילברגר (Haifa, 2 de julio de 1950 - ) es un matemático israeloestadounidense conocido por su trabajo en el campo de la combinatoria.

## Biografía
Zeilberger obtuvo el doctorado en matemáticas en el Instituto Weizmann (Rehovot, Israel) en 1976, bajo la dirección de Harry Dym. Actualmente es catedrático de matemáticas del "Board of Governors" de la Universidad Rutgers (Nueva Jersey, Estados Unidos).  Zeilberger ha realizado múltiples  contribuciones importantes en combinatoria, igualdades hipergeométricas y series q. Fue el primero en demostrar la conjetura de la matriz de signo alternante.  
En 2011, en colaboración con Manuel Kauers y Christoph Koutschan, demostró la conjetura q-TSPP que había sido enunciada en 1983 por George Andrews y David P. Robbins. Zeilberger se considera ultrafinitista y es conocido por haber dado crédito como coautora a su computadora "Shalosh B. Ekhad" ("Shalosh" y "Ekhad" significan "tres" y "uno", respectivamente, en hebreo, en referencia a su computadora AT&T 3B1).
Junto a Herbert Wilf recibió el Premio Leroy P. Steele de la American Mathematical Society para contribuciones seminales a la investigación por el desarrollo de la Teoría WZ, que revolucionó el área de las series hipergeométricas. En 2004 recibió la Medalla Euler como "campeón del uso de computadoras y algoritmos para hacer matemáticas rápida y eficientemente" y en 2012 fue admitido como miembro numerario ("Fellow" en inglés) de la American Mathematical Society.